# Uzkoe
Uzkoe (in russo Узкое?) è una storica tenuta della città di Mosca. Si trova nel quartiere di Jasenevo, presso il distretto sud-occidentale della capitale russa.

## Storia e descrizione
Prima del 1629 l'area di Uzkoe appartenne ad un principe facente parte della famiglia aristocratica dei Gagarin. In seguito, fu acquistata da Maksim Strešnev, cugino della zarina Evdokija Luk'janovna, seconda moglie del sovrano Michele. Nel 1692, alla morte del nipote di Maksim Strešnev, Uzkoe passò nelle mani del cugino Tichon Strešnev, futuro primo governatore di Mosca. Costui commissionò la costruzione della chiesa dedicata all'icona della Madonna di Kazan'. Costruita tra il 1698 ed il 1704, la chiesa combina le caratteristiche tipiche del barocco ucraino con la presenza di 5 classiche cupole a bulbo. Benché il suo progetto sia stato per lungo tempo attribuito a Osip Starcev, architetto molto attivo a Mosca e Kiev, il vero autore resta però ignoto.
La nipote di Tichon Strešnev, Sof'ja sposò il principe Boris Galitzine, il cui figlio Aleksej (1732-1792) fece costruire un grande castello barocco ed un elegante giardino alla francese, dotato di una serie di piccoli laghi. Nel 1826 sua figlia Marija sposò il conte Pёtr Tolstoj portando in dote al marito la tenuta di Uzkoe. Durante questo periodo l'area fu dotata di un viale di Larix, di un giardino d'inverno e di numerose serre. Attorno al 1880 la tenuta divenne proprietà della famiglia dei Trubeckoj. Costoro intrapresero la ricostruzione del castello in stile neoclassico (anche se alcuni elementi barocchi furono conservati). Il progetto architettonico fu affidato al giovane Sergej Rodionov. Nel castello morì il 31 luglio 1900 l'importante filosofo e teologo Vladimir Solov'ëv, amico dei Trubeckoj.
A seguito della rivoluzione bolscevica del 1917, i Trubeckoj andarono in esilio in Francia. La tenuta di Uzkoe fu affidata all'Accademia russa delle scienze che la utilizzò come alloggio per i suoi membri. Il fisico Lev Landau era solito sciare nella tenuta, mentre il matematico Andrej Kolmogorov nuotava spesso nei laghetti della stessa. Molti dei più importanti accademici, scrittori ed artisti sovietici soggiornarono ad Uzkoe. Tra di essi: Dmitrij Anučin, Aleksej Brusilov, Sergej Esenin, Aleksandr Gol'denvejzer, Il'ja Gincburg, Ol'ga Knipper, Nikolaj Luzin, Vladimir Majakovskij, Osip Mandel'štam, Samuil Maršak, Vladimir Obručev, Boris Pasternak, Boris Pil'njak, Otto Schmidt, Sergej Čaplygin, Kornej Čukovskij, Konstantin Stanislavskij, Vladimir Vernadskij e Vikentij Veresaev.

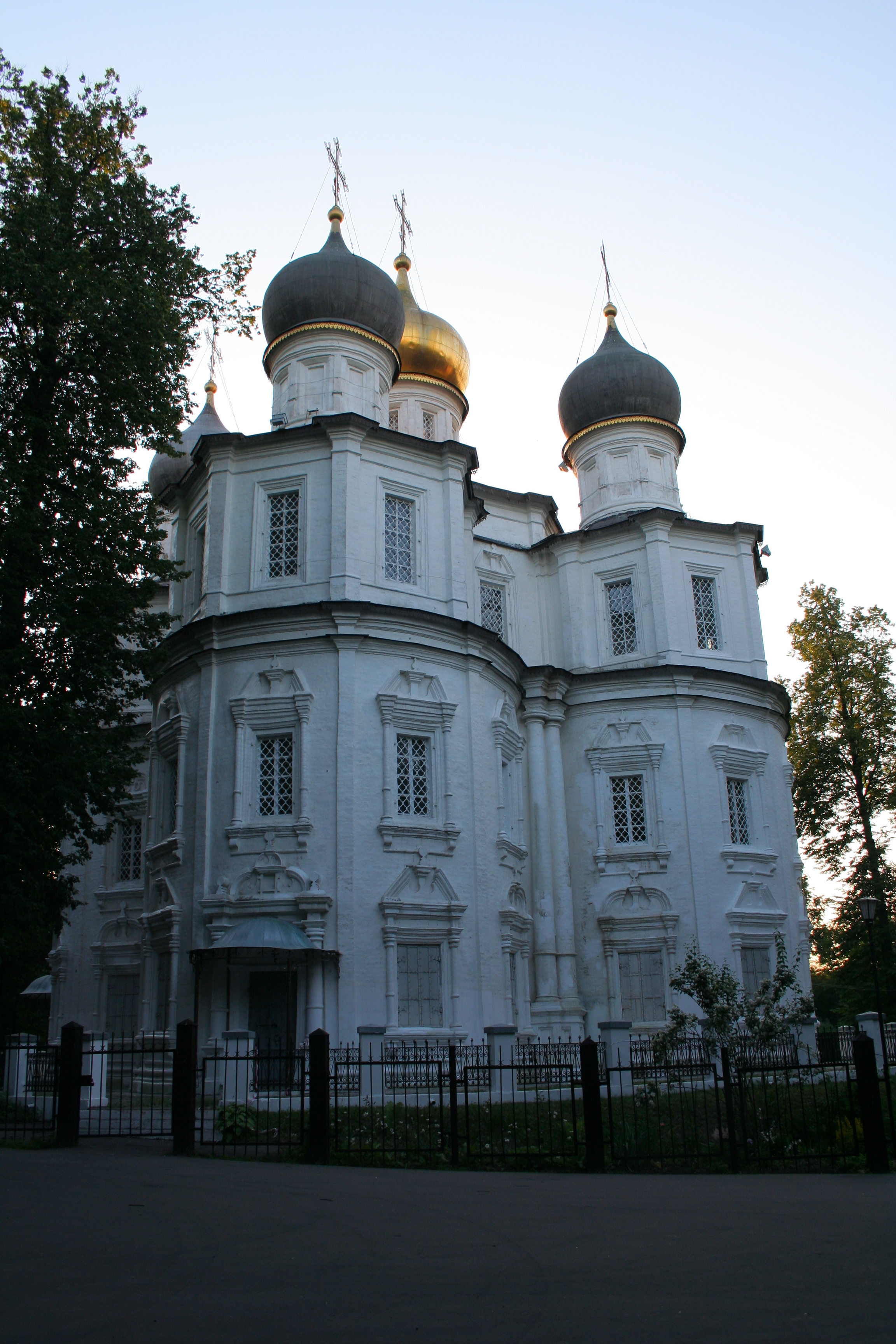
La chiesa di Kazan'

Durante la seconda guerra mondiale la tenuta fu sede di un ospedale militare. La chiesa di Kazan' fu chiusa nel 1930 e spogliata delle sue icone risalenti al XVII secolo. Per decenni ospitò un deposito di libri provenienti dalla Germania nazista e portati in Russia dall'Armata Rossa. Nel 1995 fu restituita alla Chiesa ortodossa russa.